# Dos espies bojos
 Dos espies bojos  (S*P*Y*S) és una pel·lícula estatunidenca dirigida per Irvin Kershner i estrenada el 1974. Ha estat doblada al català.

## Argument
Gould i Sutherland són dos agents bojos de CIA que han participat en missions boges i improbables a Europa, durant la Guerra Freda. Abans d'intentar fer fugir un gimnasta soviètic, tracten d'apoderar-se d'una gran suma de diners, tractant d'enganyar tant els seus líders com una inútil banda d'anarquistes.

## Repartiment
- Donald Sutherland: Bruland
- Elliott Gould: Griff
- Zouzou: Sybil
- Xavier Gélin: Paul
- Joss Ackland: Martinson
- Vladek Sheybal: Borisenko
- Michael Petrovitch: Sevitsky
- Shane Rimmer: Hessler
- Kenneth Griffith: Lippet
- Pierre Oudrey: Un revolucionari
- Kenneth J. Warren: Grubov
- Jacques Marin: Lafayette
- Jeffrey Wickham: Seely
- Nigel Hawthorne: Croft
- John Bardon: Evans